# Życie na Marsie (serial telewizyjny)
Życie na Marsie (ang. Life on Mars) – angielski serial science-fiction, emitowany pierwotnie przez stacje telewizyjną BBC One. Fabuła serialu łączy w sobie podróże w czasie z dramatem policyjnym. Serial zdobył nagrodę Emmy. W Polsce serial był emitowany na kanale BBC Entertainment.

## Obsada
- John Simm: Sam Tyler
- Philip Glenister: Gene Hunt
- Liz White: Annie Cartwright
- Dean Andrews: Ray Carling
- Marshall Lancaster: Chris Skelton
- Tony Marshall: Nelson
- Noreen Kershaw: Phyllis Dobbs
- Kevin McNally: Harry Woolf